# Кульдурское месторождение
Кульдурское месторождение — месторождение минерала брусит в Облученском районе Еврейской автономной области (Россия).
Месторождение является одним из крупнейших в мире, его запасы составляют 7 млн тонн. На месторождении ведутся горные работы открытого типа под руководством производителя магнезиальной продукции Brucite+.

## Название
Кульдурское месторождение получило свое название по наименованию горной реки Кульдур. «Кульдур» в переводе с языка местного населения региона означает «горячий, гретый» — именно так характеризовали водный путь, на котором сегодня функционирует несколько здравниц федерального значения, поскольку воды Кульдура богаты фтором и радоном.

## Минерал брусит
Кульдурское месторождение представляет собой залежи бруситовых руд, объем которых сегодня оценивается в 7 млн тонн.
Брусит — это природный минерал гидроксид магния, слагающий основной объем бруситовых руд. Среди промышленных магнезиальных минералов он занимает первое место по содержанию Mg. Брусит используется в качестве сырья и готовой продукции в промышленности и сельском хозяйстве, в сфере защиты окружающей среды и защиты жизнедеятельности человека.

## История
Залежи бруситовых руд были впервые обнаружены работавшими в регионе геологами в 1965 году. В следующем году была произведена разведка месторождения, промышленные запасы которого составили 14 млн тонн. Еще через три года, в 1969 году, Кульдурское месторождение было запущено в эксплуатацию.
На протяжении нескольких лет единственным потребителем сырья месторождения выступал Богдановичский завод огнеупорных материалов, а его поставки составляли менее 10 % от сегодняшних. Бруситовые руды обогащались преимущественно использованием ручного труда.
В 2006 году отработка месторождения была передана в руки ООО «Русское горно-химического общество», управляющей компании Группы компаний Brucite+. Руководство РГХО взялось за техническое переоснащение рудника и поиск дополнительных областей применения брусита.

## Эксплуатация
Объемы добычи бруситовой руды на руднике составляют около 450 тыс. тонн в год, при текущей производительности запасов руды хватит на ближайшие 16 лет.
Брусит на месторождении добывается путем горных работ открытого типа